# Madison (villa)
Madison es una villa ubicada en el condado de Madison en el estado estadounidense de Nueva York. En el año 2000 tenía una población de 315 habitantes y una densidad poblacional de 242 personas por km².

## Geografía
Madison se encuentra ubicada en las coordenadas 42°54′3″N 75°30′55″O / 42.90083, -75.51528.

## Demografía
Según la Oficina del Censo en 2000 los ingresos medios por hogar en la localidad eran de $27,250, y los ingresos medios por familia eran $37,708. Los hombres tenían unos ingresos medios de $28,125 frente a los $21,786 para las mujeres. La renta per cápita para la localidad era de $16,960. Alrededor del 12.9% de la población estaban por debajo del umbral de pobreza.